# Dogodek (verjetnostni račun)
Dogódek v matematični teoriji verjetnosti je situacija, ki se lahko zgodi v nekem verjetnostnem poskusu (tj. v poskusu, pri katerem je rezultat odvisen od naključja). Dogodek ponazorimo z množico elementarnih izidov tega poskusa. Temeljni problem verjetnostnega računa je računanje verjetnosti dogodka.
Zgled:
Za verjetnostni poskus vzemimo žrebanje števila med 1 in 20 (vključno). Primeri dogodkov, ki se pri tem lahko zgodijo so:
- A: »izžrebano je liho število« oziroma A = {1,3,5,7,9,11,13,15,17,19}
- B: »izžrebano število je manše od 7« oziroma B = {1,2,3,4,5,6}
- C: »izžrebano je število 13« oziroma C = {13}

Zaradi matematične doslednosti štejemo za dogodka tudi dva posebna primera:
- Nemogoč dogodek je dogodek, ki se nikoli ne zgodi. Ustreza mu prazna množica izidov. Označimo ga {\displaystyle {\mathcal {N}}}.
- Gotov dogodek je dogodek, ki se vedno zgodi. Ustreza mu univerzalna množica - tj. množica vseh možnih izidov. Označimo ga {\displaystyle {\mathcal {G}}}.

## Računanje z dogodki

### Presek oziroma produkt
Presek oziroma produkt dogodkov A in B je dogodek, ki se zgodi, kadar se zgodita hkrati dogodka A in B. Označimo ga {\displaystyle A\cap B\,\!} ali {\displaystyle A\cdot B\,\!} ali {\displaystyle A~B\,\!}.
Izraza presek in produkt se pri dogodkih uporablja kot sopomenki. Produktu dogodkov ustreza presek množic izidov obeh dogodkov.
Če je presek dogodkov A in B nemogoč {\displaystyle (A~B={\mathcal {N}})\,\!}, pravimo, da sta dogodka nezdružljiva (tj. se ne moreta zgoditi hkrati).

### Unija oziroma vsota
Unija dogodkov A in B je dogodek, ki se zgodi, kadar se zgodi vsaj eden od osnovnih dogodkov A oziroma B. Označimo ga {\displaystyle A\cup B\,\!}. Uniji dogodkov ustreza unija množic izidov obeh dogodkov.
Unijo imenujemo tudi vsota dogodkov (oznaka {\displaystyle A+B\,\!}). Matematična terminologija je v tem primeru žal nekoliko nedosledna, zato:
- nekateri matematiki uporabljajo izraz vsota kot popolno sopomenko za izraz unija,
- drugi matematiki pa uporabljajo izraz vsota samo v primerih, ko gre za unijo nezdružljivih dogodkov.

### Nasprotni dogodek
Nasprotni dogodek je dogodek, ki se zgodi, kadar se dogodek A ne zgodi. Nasprotni dogodek označimo A'. Množica izidov nasprotnega dogodka je komplement množice izidov dogodka A.

### Zgledi
Oglejmo si verjetnostni poskus - met običajne igralne kocke. Opazujmo dogodke
- A: »pade liho število«, A = {1,3,5}
- B: »pade število manjše od 4«, B = {1,2,3}
- C: »pade število 6«, C = {6}

Oglejmo si rezultate nekaterih računskih operacij za te dogodke:
{\displaystyle AB=\{1,3\}\,\!}
{\displaystyle AC=\{~\}={\mathcal {N}}\,\!} (dogodka A in C sta nezdružljiva)
{\displaystyle A\cup B=\{1,2,3,5\}\,\!}
{\displaystyle A'=\{2,4,6\}\,\!}
{\displaystyle C'=\{1,2,3,4,5\}\,\!}